# Région métropolitaine du Contestado

Localisation de la région métropolitaine du Contestado

La région métropolitaine du Contestado  (Região Metropolitana do Contestado en portugais) au Brésil fut créée en 2012 par la loi de l'état de Santa Catarina n°571 du 24 de mai 2012.
Elle regroupe 45 municípios autour de la ville siège de Joaçaba.
La région métropolitaine comporte une population totale de plus de 500 000 habitants en 2012.